# Écluse de Kintbury

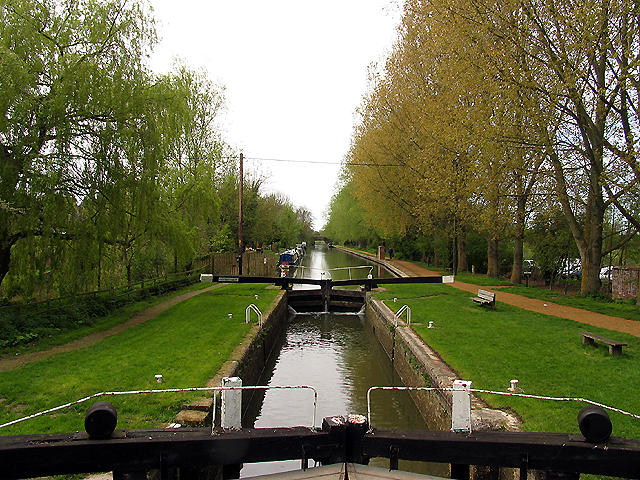
Écluse de Kintbury

L’écluse de Kintbury est une écluse sur le canal Kennet et Avon, située à Kintbury, dans le Berkshire, en Angleterre.
L'écluse de Kintbury a été construite entre 1718 et 1723 sous la direction de l'ingénieur John Hore de Newbury. Le canal est administré par la British Waterways. L’écluse permet de franchir un dénivelé de 1,75 m (5 pi 9 po).